# Ford Zephyr
Ford Zephyr — автомобиль среднего класса, выпускавшийся английским автопроизводителем Ford of Britain в 1950—1972 годах.
C 1950 по 1962 год он позиционировался как более мощная версия четырёхцилиндрового Ford Consul.
В 1955 году появилась версия с улучшенной отделкой, называвшаяся Ford Zodiac.
Zephyr и Zodiac были самыми крупными легковыми автомобилями из выпускавшихся «Фордом» в Великобритании вплоть до 1971 года, и последними чисто-английскими «Фордами»; их сменили на конвейере ещё более крупные Ford Consul / Ford Granada нового поколения совместной разработки с западногерманским филиалом.

## Mark I
Кузов EOTA
Первое поколение модели Zephyr представляло собой удлинённую версию Ford Consul, снабжённую шестицилиндровым двигателем объёмом в 2262 см³ (68 л.с.). Передняя подвеска была выполнена по схеме McPherson («качающаяся свеча») — один из первых в мире случаев использования этой схемы на серийном автомобиле; задняя представляла собой жёсткую балку моста с листовыми полуэллиптическими рессорами в качестве упругого элемента. Автомобиль разгонялся до 130 км/ч.
Среди доступных кузовов были четырёхдверный седан, двухдверный кабриолет от кузовного ателье Carbodies и универсал, производившийся кузовной фирмой Abbotts of Farnham (продавался под маркой Farnham).
По уровню дизайна автомобиль соответствовал советским «Москвичам» 402 / 407 / 403. Стиль был выдержан в едином ключе с моделями фирмы Ford американского рынка — Custom и Crestliner, но с задержкой на одно поколение.
Zephyr первого поколения был успешен как с точки зрения коммерции, так и в качестве гоночного автомобиля. В 1953 году Ford Zephyr 6 под управлением Мориса Гэтсонидэса (Maurice Gatsonides) выиграл ралли «Монте-Карло», обойдя даже Jaguar Mark VII.

### Zephyr Zodiac (он же Zodiac Mk. I)
Кузов EOTTA
Zephyr Zodiac, впервые представленный публике на автосалоне в Лондоне в 1953 году, представлял собой версию Ford Zephyr с улучшенным оформлением. Среди отличий были двухцветная окраска, кожаная отделка интерьера, салонный отопитель, омыватель лобового стекла, шины с белыми боковинами, подфарники и т. д. Двигатель был тем же, но имел повышенную степень сжатия — 7,5:1 вместо 6,8:1, за счёт чего мощность возросла до 72 л.с. Кузовными ателье было выпущено несколько универсалов, машины с кузовом «кабриолет» не известны.

## Mark II
Кузов 206Е
Автомобиль второго поколения был длиннее и шире при той же колёсной базе. Двигатель был расточен до 2553 см³ и этим форсирован до 86 л.с. Была доработана подвеска, повысилась максимальная скорость, улучшилась экономичность. С 1956 года помимо штатной трёхступенчатой МКПП была доступна АКПП Borg-Warner DG. В 1961 году появились передние дисковые тормоза (как опция предлагались с 1960). В Австралии предлагались только модели с барабанными тормозами (более выносливыми и приспособленными к плохим дорогам), зато некоторые австралийские дилеры с 1961 года устанавливали в систему тормозов вакуумный усилитель.
Дизайн снова восходил к моделям Ford американского рынка, причём с меньшей задержкой (а из отечественных образцов по уровню примерно соответствовал «Волге» ГАЗ-21, правда, «Волга» была ощутимо крупнее). По аналогии с американскими «Фордами», Zephyr предлагался в двух вариантах кузова — «Highline» и «Lowline», отличавшихся высотой крыши (у последнего она была на 44 мм ниже) и рядом деталей отделки (скажем, у Highline комбинация приборов была полукруглой формы, а у Lowline — более прямоугольной.
Кузовные ателье в Англии производили на базе этого поколения кабриолеты и универсалы, в Австралии универсалы и пикапы производились серийно самим филиалом Ford. Кабриолеты отличались неудачной хлипкой конструкцией кузова, известно только о 20-25 сохранившихся, до наших дней, экземплярах.

## Mark III
Кузов 211E
В отличие от шестицилиндровых моделей предыдущих поколений, Mk. III имел четырёхцилиндровый двигатель и по своему положению в модельном ряду соответствовал ранее выпускавшемуся Ford Consul. От этой модели был позаимствован 1703-кубовый двигатель. Среди технических новинок была четырёхступенчатая коробка передач с синхронизаторами на всех передачах переднего хода. Внешность впервые серьёзно дистанцировалась от американских моделей фирмы (из отечественных моделей к тому же направлению в дизайне принадлежал «Москвич-408»). Автором дизайна был канадец Рой Браун, ранее работавший над автомобилями Ford Cortina и Edsel.

### Zephyr 6 Mk. III
Кузова 213E (праворульный), 214E (леворульный)
Zephyr 6 — шестицилиндровая версия Zephyr. Многие агрегаты перешли напрямую от Mk. II. Внешне отличался широкой решёткой радиатора, охватывающей фары.

### Zodiac Mk. III
Кузова 213E (праворульный), 214E (леворульный)
Топовая версия Zephyr 6. Имела серьёзно модифицированный кузов с тремя боковыми окнами («шестиоконный седан»). Внешне отличалась также четырёхфарной системой освещения, клыками на бамперах, более роскошной отделкой салона. Комплектация Executive имела ещё более роскошную отделку.

## Mark IV
Кузова 3008 / 3010E

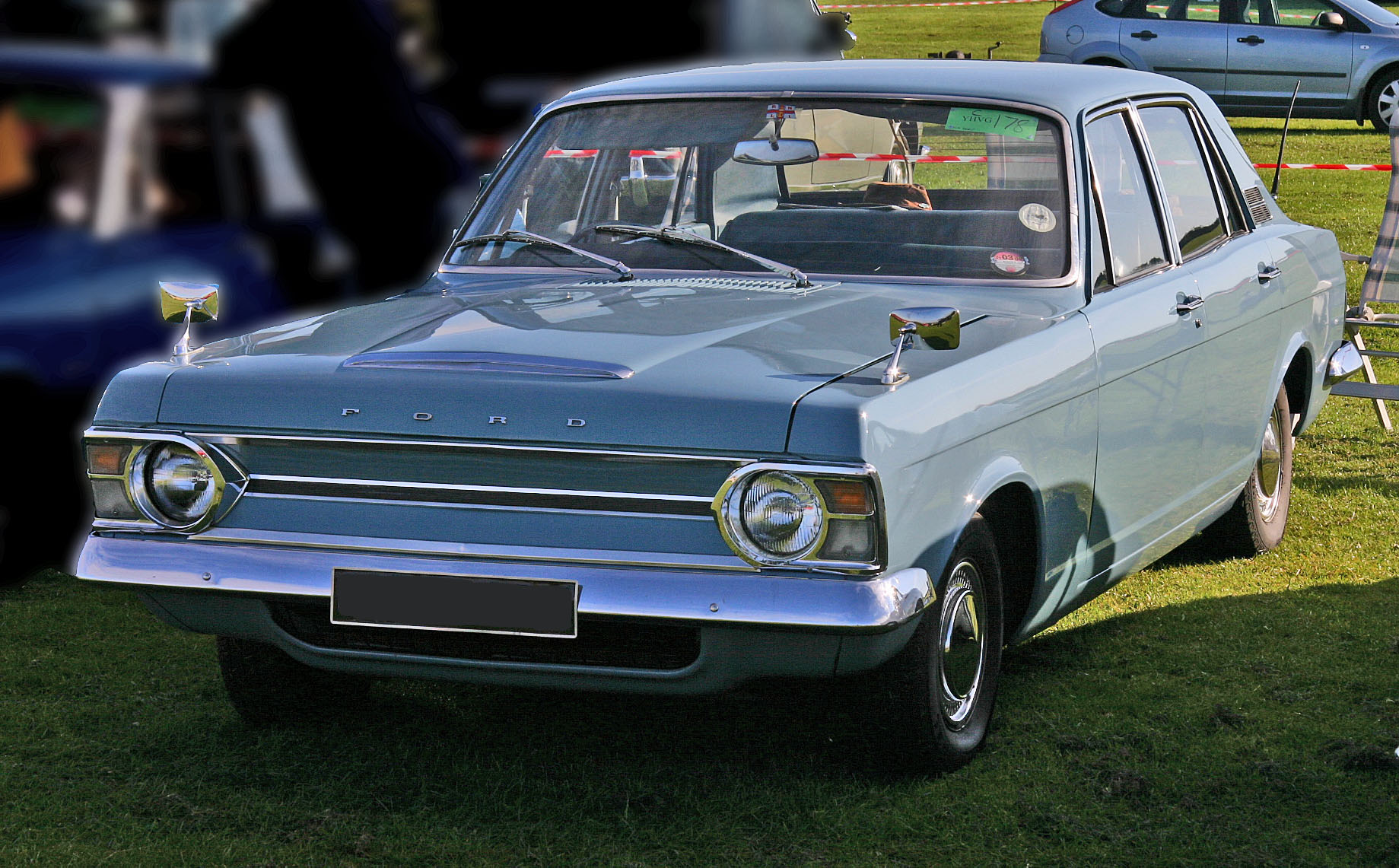

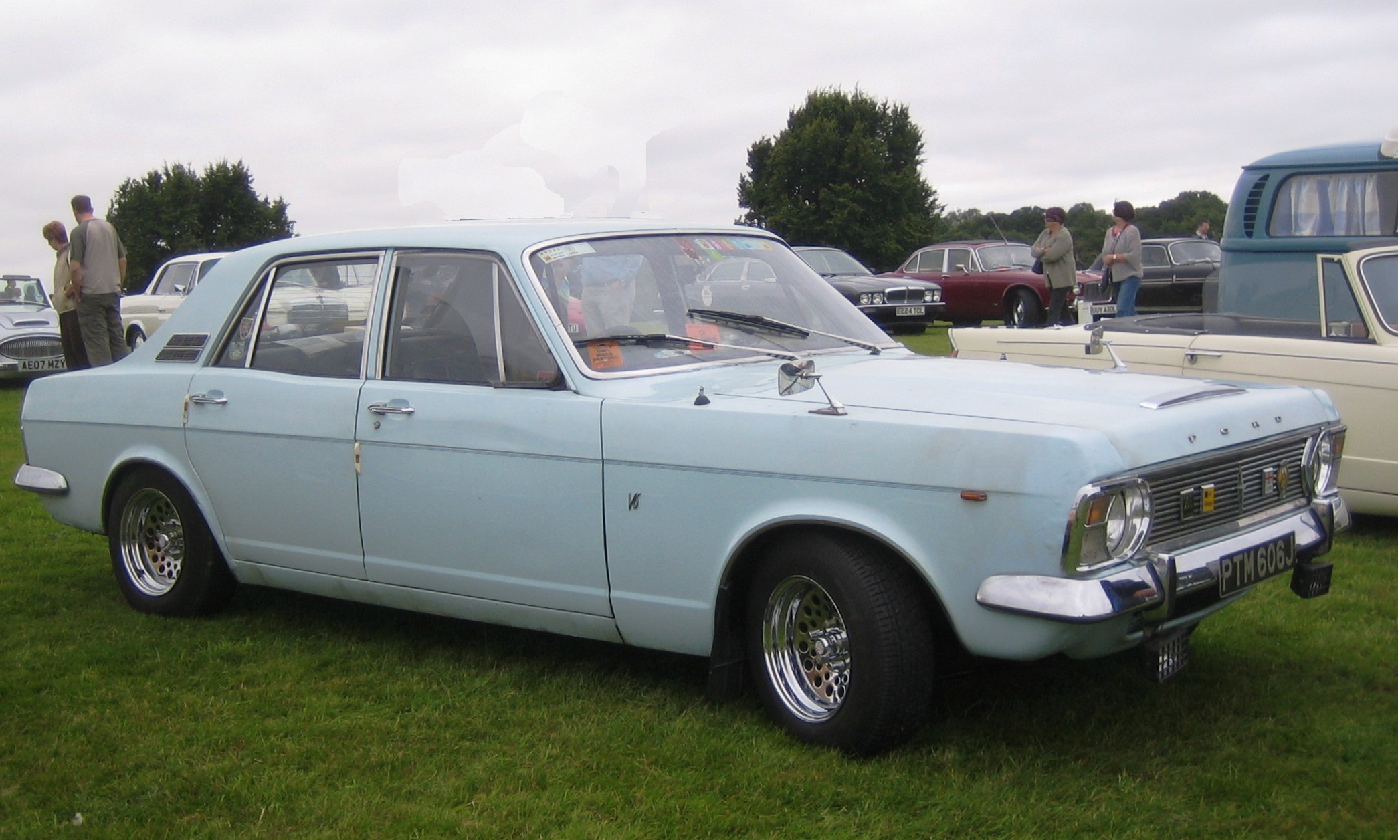

Получил полностью новый, более крупный кузов с неординарным дизайном. Задняя подвеска стала независимой, также появились дисковые тормоза на всех колёсах с усилителем в системе. Появилось новое семейство V-образных двигателей — V4 в 1996 см³ и the V6 в 2495 см³.

### Zodiac и Executive Mark IV
Кузова 3012E / 3022E
Имел четыре фары и 2994-кубовый V-6. Отличался также генератором переменного тока (на Zephyr использовался генератор постоянного тока), регулируемой рулевой колонкой, запасным колесом под капотом двигателя, салонным отопителем и системой вентиляции Airflow, электроомывателем лобового стекла, двухскоростным стеклоочистителем, прикуривателем, тахометром, огнями заднего хода часами и амперметром в стандартной комплектации.
Комплектация Executive была богато оборудована — гидроусилитель рулевого управления, люк в крыше и автоматическая КПП были в стандартной комплектации. Кроме этого в неё входили: полная регулировка передних сидений, отделка под орех, противотуманные фары, ковры на полу, инерционные ремни безопасности и радиоприемник. Внешне комплектация отличалась улучшенной отделкой кузова и шильдиками Executive.